# Morte di papa Giovanni Paolo I
(Ugo Poletti nell'annunciare la morte del papa alla diocesi di Roma)

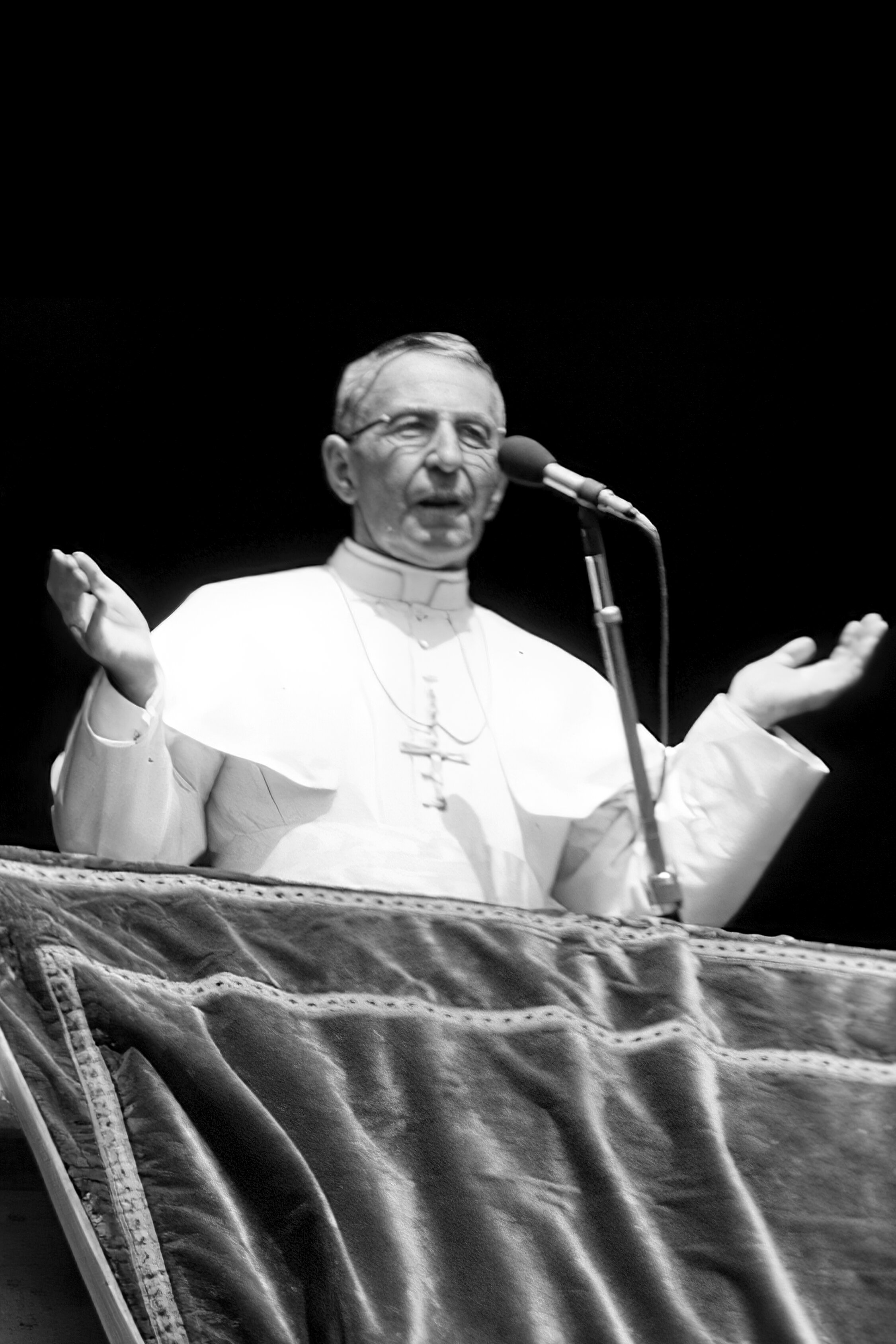
Papa Giovanni Paolo I durante un discorso dell'Angelus dalla finestra del suo studio nel Palazzo Apostolico (1978)

La morte di Giovanni Paolo I, avvenuta all'improvviso nella notte del 28 settembre 1978, dopo soli 33 giorni di pontificato, fu un evento inatteso e scioccante per la Chiesa cattolica.
Il nuovo papa, ancora relativamente giovane (avrebbe compiuto 66 anni diciannove giorni dopo), fu stroncato nel suo letto da un malore ricostruito nell'immediatezza come infarto miocardico acuto, in mancanza tuttavia di un vero bollettino medico e senza l'esecuzione di un'autopsia. Non esiste al riguardo alcuna versione ufficiale. La causa del decesso è perciò discussa e si parla talvolta di embolia polmonare, o anche di arresto cardiaco dovuto al sovradosaggio di un farmaco.
Per gli stessi motivi e per le eccezionali circostanze del fatto, con la possibile complicità del clima di sospetto che si respirava nell'Italia dell'epoca, si diffusero già nelle prime ore, sulla stampa, congetture di non naturalità del decesso. Il Vaticano inoltre annunciò la notizia con un comunicato pieno di inesattezze e celò il fatto che a scoprire il corpo fosse stata una suora. Ciò alimentò anche un filone cospirazionista, nel cui ambito il più noto e criticato saggio è il best seller In nome di Dio di David Yallop, che in assenza di prove si spinge a indicare alcuni possibili colpevoli della morte del papa e i mezzi da loro usati.
Il consumarsi della vicenda nel cuore della Chiesa cattolica favorì infine la ricerca nella vita del papa di fatti soprannaturali e profetici.

## Storia

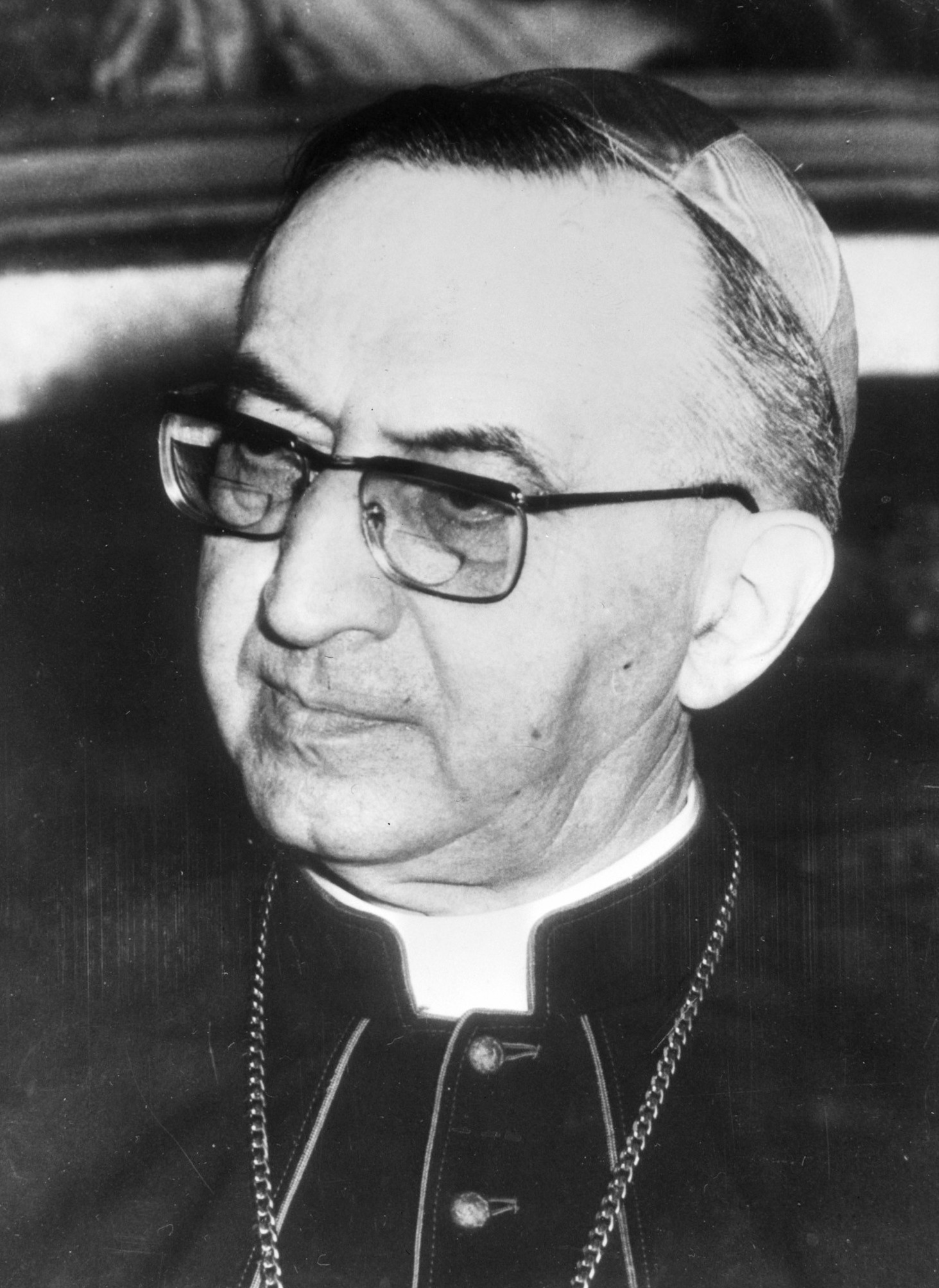
Il cardinale Jean-Marie Villot

Giovanni Paolo I trascorse l'ultimo giorno della sua vita in maniera assolutamente regolare, svolgendo le consuete attività di studio e lavoro, decretando alcune nomine e tenendo varie udienze, tra le quali quella delle 18:30 con il segretario di Stato cardinale Jean-Marie Villot. Quella sera il pontefice cenò con i segretari Diego Lorenzi e John Magee, poi telefonò, intorno alle 21, all'arcivescovo di Milano Giovanni Colombo, e, alle 21:30, al proprio medico personale.
Morì a un'ora imprecisata della notte. A ritrovarlo senza vita, la mattina seguente, furono suor Margherita Marin e suor Vincenza Taffarel, due suore che lavoravano nell’appartamento pontificio. La notizia, trapelata nelle prime ore del mattino e confermata in un colloquio telefonico da un cardinale già alle 7, cominciò a diffondersi entro un'ora e fu data ufficialmente dall'Osservatore Romano nell'edizione straordinaria listata a lutto delle 11 del 29 settembre. Il comunicato riportava:

## Funerali
Mentre l'entourage papale si raccoglieva al capezzale del pontefice defunto, la salma veniva rivestita dei paramenti del lutto ed esposta nella Cappella Clementina per ricevere l'omaggio del Presidente della Repubblica Sandro Pertini e del Presidente del Senato Amintore Fanfani, che il giorno precedente, aprendo i lavori della camera alta del Parlamento, aveva espresso felicitazioni per la sua elezione. In seguito alla diffusione della notizia prese avvio un vasto afflusso di fedeli, ammessi a visitare la salma a partire dalle ore 12 fino al momento del funerale.
Il 30 settembre la salma fu traslata nella basilica Vaticana e, lo stesso giorno, il collegio cardinalizio fissò le esequie per il giorno 4 ottobre. Il funerale vide anch'esso una notevole partecipazione popolare, stimata in circa centomila presenti, e si svolse perciò sul sagrato della basilica di San Pietro. Vi presero parte centodue rappresentanze di Stati del mondo, dieci di organizzazioni internazionali, diciassette acattoliche e tre ebraiche. Alle 16, all'uscita della processione funebre dalla basilica, la folla tributò un applauso al papa defunto, secondo un'usanza che all'epoca era recente e discussa, ma che era già stata osservata un mese prima ai funerali di Paolo VI.
Concluso il rito, la salma fu tumulata nelle Grotte Vaticane di fronte alla tomba di Marcello II, un papa anch'esso noto per la brevissima durata del pontificato (ventidue giorni nel 1555). Luciani fu paragonato anche a Leone XI, papa per ventisei giorni nel 1605, il cui epitaffio Magis ostentus quam datus («Più mostrato che dato») fu citato per Giovanni Paolo I.

## Controversie

### Stato di salute
Nato debolissimo da un parto difficile e battezzato d'urgenza dalla levatrice, da bambino Albino Luciani contrasse una grave broncopolmonite, complici le pessime condizioni di vita e la denutrizione patite durante l'occupazione austriaca del Veneto (1917-1918), venendo salvato da un medico militare. Negli anni a venire subì tre ricoveri ospedalieri: una prima volta poco dopo l'ordinazione sacerdotale (1935), per polmonite bilaterale, e due volte consecutive nel secondo dopoguerra. In quest'ultima occasione, il futuro papa si sentì prossimo alla morte. Nel maggio 1975, sull'aereo di ritorno da un viaggio in Brasile, dove aveva incontrato gli emigranti veneti, il patriarca Luciani venne colpito da un embolo all'occhio destro; in seguito parlò dell'episodio tanto alla sorella Nina quanto alla nipote Pia, spiegando loro che, se l'embolo si fosse fermato nel cuore o nei polmoni, sarebbe morto all'istante, senza nemmeno accorgersene.
Quanto agli ultimi anni, le testimonianze sullo stato di salute di Giovanni Paolo I si fanno contraddittorie. Nell'ultima udienza da papa (26 settembre) egli ricordò di essere entrato otto volte in ospedale e di aver subito quattro interventi. Quello stesso giorno, in un articolo intitolato Santità, come sta?, OP-Osservatore Politico di Mino Pecorelli - testata che alcune voci collegavano ai servizi segreti deviati - aveva speculato sulle sue condizioni di salute, giudicandole non buone e rivelando in base ad anonime fonti del Vaticano che aveva sofferto di tubercolosi. Il pezzo virava però di colpo allusivamente su un altro argomento, adombrando la possibilità di un «repulisti» di «vescovi, arcivescovi e cardinali» da parte del nuovo pontefice. Tra coloro che sostengono la cagionevolezza della salute di Giovanni Paolo I, padre Francesco Farusi dichiara a sua volta di possedere informazioni su un episodio di tubercolosi e su «una forma d'infarto al cuore», mentre nelle memorie del cardinale Jacques-Paul Martin si esprimono perplessità per la scelta di Luciani da parte di un conclave che avrebbe dovuto conoscere le precarie condizioni fisiche del candidato (al contrario, nel 1955 la proposta della sua nomina vescovile, poi effettuata da Giovanni XXIII, fu disapprovata per motivi di salute legati al recente ricovero). Alcuni, come monsignor Maffeo Giovanni Ducoli, ritengono che tempi più recenti la salute di Albino Luciani fosse buona, pur avendo sempre manifestato qualche problema. Secondo il biografo Marco Roncalli, varie persone e un organo di stampa, il Gazzettino di Venezia, testimoniano invece dell'esistenza di indizi preoccupanti nell'imminenza del conclave, con sospetti incentrati sull'embolia, su un dolore al petto, su un gonfiore alle caviglie. Sul fronte opposto, tanto Yallop quanto il gesuita Jesús López Sáez ritengono che il papa fosse del tutto sano o che comunque le voci sulla sua infermità fossero molto esagerate. López cita in proposito il medico di Luciani, il dottor Antonio Da Ros, e il fratello del pontefice. Edoardo Luciani ebbe a dire che Giovanni Paolo I aveva «un fisico di ferro», negando che soffrisse di problemi cardiaci; aveva altresì riferito che all'inizio del pontificato i medici avevano escluso l'esistenza di veri problemi di salute, mentre Da Ros, da lui appositamente interrogato, gli aveva offerto rassicurazioni in ordine alle discrete condizioni del cuore. Da Ros, che visitò il papa tre volte nel corso del breve pontificato, sostenne poi di averlo trovato molto bene, circostanza confermata da Lorenzi, e ribadì in seguito che all'epoca era in buona salute; solo in un'intervista all'Associated Press del 16 ottobre 1978 ammise invece che il Santo Padre era in condizioni di forte stress. Il segretario personale di Luciani a Venezia, Mario Senigaglia, non lo credeva malato di cuore, e così anche la nipote del papa Lina Petri, medico, che lo definì «delicato, ma non certo di salute cagionevole» (sebbene un decennio dopo abbia rivelato un non confermato ricovero al Gemelli per trombosi dell'arteria retinica). Si ritiene piuttosto che Albino Luciani soffrisse di ipotensione; è certo che assumesse farmaci, dei quali però si ignorano indicazioni e dosi.

### Ultimo giorno di vita
A lungo nulla di rilevante emerse sulle condizioni del papa durante il 28 settembre. Il cardinale Giovanni Colombo testimoniò a Radio Vaticana che, nel corso della telefonata delle ore 21, parlò con Luciani a lungo, non notando niente di anomalo nel tono della voce e ricevendo infine un commiato «pieno di serenità e di speranza». Il cardinale Jean-Marie Villot parlò dell'udienza delle 18:30, affermando di avervi incontrato un Luciani «sereno, disteso, senza alcun segno di stanchezza, in buono stato e perfettamente lucido».
Solo nove anni dopo, nel 1987, nel corso della trasmissione Giallo condotta da Enzo Tortora, il segretario Lorenzi - premettendo «non l'ho mai rivelato a nessuno perché nessuno è mai venuto a chiedermi spiegazioni o lumi al riguardo» e provocando la reazione incredula e sarcastica di Yallop, presente in studio - dichiarò che al termine dell'udienza con Villot, durata circa un'ora, il Papa si era recato da lui per riferirgli i sintomi di un malessere, parlando di «fitte e dolori al petto, con un senso di forte peso e oppressione».
Il segretario John Magee, che secondo Lorenzi aveva assistito all'episodio, confermò un anno dopo che il papa si era sentito male, ma menzionò due malori avvenuti invece nel pomeriggio, mentre non fece cenno a quello ricordato da Lorenzi, il quale, poi, in altre occasioni parlò di un malore avvenuto a cena, lasciando così incerto il numero esatto e la collocazione temporale degli episodi.
I due segretari concordano nel rammentare che Magee si premurò di suggerire a Luciani di contattare un medico, incontrando il suo rifiuto. Nella telefonata con Da Ros il papa non avrebbe riferito episodi dolorosi né, a detta del medico, chiesto o ricevuto prescrizioni. Lorenzi ricorda infine che Magee consigliò al pontefice, nell'accompagnarlo in camera, di suonare il campanello in caso di bisogno.

### Autore della scoperta
Divenne noto solo in seguito che il corpo esanime del papa non venne trovato dal segretario Magee, ma dalla suora Vincenza Taffarel, che da sempre accudiva Luciani. Questa circostanza fu alterata dal comunicato ufficiale, a quanto pare per la preoccupazione di non lasciar trapelare il fatto, giudicato sconveniente, che una donna fosse entrata per prima e spontaneamente nella stanza del papa. L'alterazione parrebbe doversi ricondurre a una scelta di Villot, preoccupato di «malaugurati malintesi» che il fatto avrebbe potuto creare. Questa e altre inesattezze del comunicato furono svelate immediatamente da una persona informata dei fatti, rimasta sempre anonima. Il personaggio si mise in contatto con Franco Antico, segretario del gruppo di destra Civiltà cristiana, e questi svelò la comunicazione all'ANSA. In seguito il biografo di Giovanni Paolo I, Camillo Bassotto, raccolse la testimonianza della religiosa, nel frattempo ritirata in convento con il voto del silenzio imposto dal Vaticano, e la diffuse solo dopo che la donna morì, nel 1984. La suora dichiarò:
La controversia sul punto è ormai cessata, avendo Magee e altri confermato apertamente che il segretario raccolse l'allarme delle suore prima di accorrere e constatare di persona la morte del pontefice.

### Ora del decesso
Accorso al capezzale del defunto pontefice, l'archiatra Renato Buzzonetti stimò l'ora del decesso tra le 22:30 e le 23 del 28 settembre, basandosi sul color grigio cenere della pelle, segno di una prolungata assenza di irrorazione di sangue nei tessuti. Anche su questo punto, però, le varie testimonianze sono contraddittorie. Vincenza Taffarel, che portò il caffè a Luciani poco prima delle 5 e scoprì il corpo dopo mezz'ora, ricordava di aver sfiorato la fronte del papa e di averla trovata ancora tiepida, particolare che collocherebbe l'ora del decesso molto più tardi, a ridosso delle 4:30 del 29 settembre. Al contrario Magee, giunto subito dopo, riferisce che il corpo era rigido e freddo e ne conclude che la morte doveva essere avvenuta assai prima.
A metà mattinata (tra le ore 9 e le ore 10) furono poi convocati gli imbalsamatori, i fratelli Signoracci, dell'istituto di medicina legale; essi notarono un leggero colorito, che attribuirono a incompletezza dei fenomeni ipostatici. Considerata anche la rigidità cadaverica, i Signoracci immaginarono perciò che la morte fosse avvenuta quattro o cinque ore prima, vale a dire approssimativamente tra le 4 e le 5.

### Posizione e aspetto del corpo
Secondo Vincenza Taffarel, il corpo del papa poggiava sui cuscini con il capo leggermente reclinato in avanti; indossava gli occhiali, ma gli occhi erano chiusi; le labbra socchiuse; aveva infine un braccio lungo il fianco sinistro e l'altro in grembo con alcuni fogli in mano. Magee specifica che il corpo era seduto come nell'atto di leggere, con le punte delle dita conficcate nei fogli che reggevano. Sostiene però con Buzzonetti che gli occhi fossero parzialmente aperti, e una fonte coeva (1978) riferisce che furono chiusi dai Signoracci.
A parere dell'ex seminarista inglese John Cornwell, che nel 1989 pubblicò sull'argomento il saggio Un ladro nella notte, Giovanni Paolo I sarebbe stato collocato in tale posizione dai segretari, poiché al momento della morte si trovava ancora in piedi ed era perciò caduto sul pavimento. Il giornalista desume questa ricostruzione dallo stato della veste da notte del papa, che sarebbe stata strappata nell'atto di spostare il corpo. Cornwell specifica che si tratta solo di una teoria personale.

### Scena della scoperta
All'ingresso nella camera da letto di Giovanni Paolo I, Vincenza Taffarel trovò la luce accesa. La circostanza è pacifica e confermata dallo stesso comunicato ufficiale. Non fu subito chiaro invece che il papa era stato trovato nell'atteggiamento della lettura e che aveva in mano dei fogli. Nel descrivere la scena della scoperta, infatti, tutti i mezzi d'informazione italiani ed esteri riportarono che il papa stava leggendo una copia dell'Imitazione di Cristo. Fu Radio Vaticana a uscire per prima con tale notizia, verificata dal direttore Farusi assumendo come fonte Lorenzi e rivelatasi falsa il pomeriggio del giorno stesso. Il 2 ottobre l'emittente rettificò che Luciani aveva in mano fogli di appunti personali; Farusi cita al riguardo come fonti, lasciandole anonime, personalità della segreteria del papa. Il direttore, nel tentativo di dare una spiegazione a quest'ulteriore censura, suppose che fosse volta a evitare pettegolezzi o ironie sulle letture del papa.
Il comunicato non fece menzione degli occhiali, che il giornalista e teologo Gianni Gennari - sia pur dubitativamente - asserisce essere stati rimossi dal luogo di morte. Tra gli oggetti che sarebbero forse scomparsi dalla stanza del papa, Gennari (sostenitore della tesi del sovradosaggio accidentale di un farmaco) cita anche un bicchiere sul comodino e gli stessi appunti del pontefice, e non esclude la possibilità che ci fosse una medicina.

### Contenuto degli appunti
Pare quindi che Giovanni Paolo I sia deceduto con in mano fogli di appunti stesi da lui medesimo. Il contenuto di tali appunti è stato oggetto di speculazione.
Ci si è chiesto se gli scritti non contenessero un ipotetico organigramma futuro della Santa Sede. Per corroborare la tesi è stato sostenuto che l'udienza privata con il cardinal Villot della sera prima fosse stata molto tesa a causa della volontà di Luciani di rimpiazzare i titolari di alcune cariche. Lo stesso Villot avrebbe dovuto essere sostituito alla segreteria di Stato da Giovanni Benelli, il cui incarico come arcivescovo di Firenze sarebbe stato assunto da Ugo Poletti. Anche nella telefonata con il cardinale Colombo, Giovanni Paolo I avrebbe incontrato la resistenza di questi alla sua sostituzione con Agostino Casaroli come arcivescovo di Milano. Entrambi i cardinali erano dimissionari, ma ritenevano la scelta non in linea con gli orientamenti del pontificato di Paolo VI.
Sebbene dall'interno della Chiesa si sostenga a volte che gli scritti fossero semplici appunti per omelie e discorsi, padre Farusi riferisce che le fonti della segreteria dalle quali ottenne l'informazione gli spiegarono che «il papa aveva in mano un foglio con degli appunti, dei quali non si è detto e non si dirà nulla».

### Autopsia
La prematura e sconcertante scomparsa del papa appena eletto fece sì che nei giorni del lutto alcuni media privati avanzassero sospetti sulle reali cause del decesso o anche solo li riportassero per respingerli. Aperte richieste di esecuzione di un'autopsia pervennero da più parti: da Franco Antico, che aveva svelato la falsità del comunicato, da Carlo Bo in un articolo del Corriere della Sera e da mezzi d'informazione di alcune nazioni europee.
Il collegio cardinalizio non diede seguito a tali richieste, sebbene al suo interno si levassero voci a favore (principalmente quella del cardinale Carlo Confalonieri), preoccupate della diffusione dei sospetti e decise a fugarli. In realtà nulla avrebbe impedito lo svolgimento dell'esame, se non la prassi - in un certo senso consacrata dalla costituzione apostolica Romano Pontifici Eligendo (art. 17) - di affidare l'accertamento della morte del papa alla sola conferma del camerlengo. Non esisteva però alcun divieto da parte del diritto canonico, come erroneamente riportato da alcuni articoli dell'epoca, tanto che il cardinale Pericle Felici scoprì il precedente di un esame necroscopico sul cadavere di Pio VIII (30 novembre 1830). Indipendentemente dai sospetti di omicidio, il cardiologo Pier Luigi Prati aveva sostenuto l'opportunità dell'esame: la diagnosi di infarto era possibile ma incerta, potendo pur sempre trattarsi di emorragia cerebrale.
Di fronte all'impossibilità di convocare a Roma tutti i cardinali e alla preoccupazione di sortire l'effetto contrario (cioè alimentare ulteriormente i sospetti), fu approvato il compromesso di affidare a due medici il compito di esprimersi sulla necessità di un'autopsia. I medici incaricati furono tre, due dei quali espressero parere negativo pronunciandosi per l'infarto, mentre il terzo espresse riserva sebbene concordasse di massima con la diagnosi. Il collegio cardinalizio mise allora ai voti, accogliendola, la proposta di Villot di far valere il principio di maggioranza e rinunciare definitivamente all'esame.
Nel frattempo l'attendibilità di una qualsiasi autopsia fu irrimediabilmente compromessa dall'imbalsamazione compiuta dai fratelli Signoracci, da alcuni ritenuta frettolosa; l'urgenza fu spiegata in seguito con la necessità di proteggere il corpo dalla minaccia della decomposizione per effetto dell'elevata temperatura atmosferica, che già un mese prima aveva agevolato la fermentazione cadaverica della salma di Paolo VI.
Un episodio avvenuto il 4 ottobre, quando un gruppo di pellegrini raccolto in veglia del papa defunto fu allontanato per consentire il passaggio di un'équipe medica, diede adito alla supposizione dello svolgimento imminente dell'esame autoptico; il portavoce della Santa Sede smentì, spiegando che si trattava di una semplice verifica dello stato di conservazione del corpo. Ciò nonostante, questa ricognizione mantenne sempre in vita il dubbio sulla sua reale natura e sull'eventualità che un'autopsia - il cui risultato in tal caso sarebbe rimasto ignoto - sia stata effettivamente eseguita. I Signoracci negano che ciò sia avvenuto.

### Causa di morte

#### Naturale
Buzzonetti formulò immediatamente una diagnosi di infarto miocardico che sarebbe stata oggetto di numerose discussioni. L'aspetto cutaneo del cadavere era compatibile con le sue conclusioni, tuttavia il medico non conosceva la storia clinica del paziente e l'aveva visitato per la prima volta solo da morto.
Edoardo Luciani, fratello del papa, ricordava invece in famiglia almeno tre casi di decesso improvviso e non preceduto da alcun segno premonitore. Ciò è compatibile con l'ipotesi di un'embolia, avanzata da Cornwell tenendo conto dell'episodio dell'embolo all'occhio.
Le testimonianze di coloro che videro per primi la salma del pontefice, compresi Lina Petri e i Signoracci, concordano nell'affermare che il volto del papa era sereno, privo di segni di sofferenza, presentando addirittura un lieve «sorriso» sulle labbra. Non è comunque possibile stabilire la causa di una morte improvvisa dal solo aspetto del cadavere, senza aver osservato almeno l'eventuale fase dell'agonia, e una maggior certezza può essere offerta solo da un esame autoptico. Si ritiene perciò che la diagnosi di Buzzonetti fu quanto meno frettolosa.

#### Accidentale
Gennari sostiene che durante la telefonata con Da Ros, in realtà, al papa fu consigliato di assumere un sedativo. Di tale sostanza Luciani avrebbe assunto per errore una dose eccessiva, incorrendo in una severa vasodilatazione che a sua volta avrebbe indotto un arresto cardiaco. La tesi si fonda sulla confidenza di un anonimo alto prelato a Gennari all'indomani del fatto.

#### Delittuosa
Se le reticenze del comunicato ufficiale giocarono un ruolo importante nel favorire l'emergere delle voci di omicidio, il mancato svolgimento di un'autopsia di fatto impedì di sopirle. Ne era consapevole Carlo Bo, che aveva formulato la propria richiesta memore dei numerosi omicidi di alti prelati avvenuti nella storia della Chiesa, e sperava in un responso scientifico che fugasse simili dubbi. Lo riconoscono d'altronde anche personalità vicine o interne alla Chiesa, sia che rifiutino decisamente l'ipotesi di un omicidio (Gennari), sia che deducano dalla mancata chiarezza una volontà di insabbiamento e si spingano ad affermare che solo presupporre un delitto faccia quadrare tutti gli aspetti inspiegabili della vicenda (López).
In generale però gli ambienti cattolici respingono da sempre le ipotesi d'assassinio. Ancora nel 2012, in occasione del centenario della nascita di Luciani, lo scrittore Juan Manuel de Prada ribadì che non esiste alcun indizio di un'azione omicida. Ciò non toglie che da più parti si lamenti la mancata chiarificazione della vicenda. Aloísio Lorscheider, di cui Luciani fu amico (al conclave con ogni probabilità si votarono reciprocamente), molti anni dopo i fatti constatò con rammarico che il sospetto di un delitto aleggia da sempre sul caso:
Neppure gli storici prendono generalmente in considerazione l'ipotesi dell'omicidio. La causa di morte di papa Luciani è identificata di solito in una patologia cardiovascolare, ma non in termini di certezza; quanto alle circostanze del fatto, è inevitabile prendere atto del loro mancato pieno chiarimento.

## Criticità nella vita di Albino Luciani
(Maffeo Ducoli sulla personalità di Giovanni Paolo I)
Per la propensione alla semplicità del dialogo e alla dolcezza verso i bambini, derivatagli dalla sua attività di catechista, Giovanni Paolo I fu molto amato nonostante la brevità del pontificato. Il 7 novembre 1978 il cardinale Antonio Samorè scrisse di lui: «Papa Giovanni Paolo I ha impressionato il mondo. [...] La sua presenza ha affascinato per la dolcezza e la semplicità del tratto. [...] La sua fine improvvisa, del tutto inopinata, ha profondamente commosso. Lo si potrebbe definire il Papa del sorriso». Con tale appellativo è ricordato ancora oggi.
Chi lo conobbe testimonia però che possedeva determinazione e intransigenza ed era ligio alla gerarchia ecclesiastica, come ebbe modo di dimostrare più volte. Durante il ventennio fascista, ad esempio, da semplice parroco, fu irremovibile di fronte a una maestra di Agordo che pretendeva di disporre in processione i bambini delle organizzazioni fasciste prima di quelli delle associazioni cattoliche. È celebre poi l'ostinazione con cui fece valere a ogni costo la propria autorità vescovile nella singolare vicenda dello scisma di Montaner.
Il primo caso clamoroso della sua carriera esplose nel 1962: uno scandalo finanziario per quasi due miliardi di lire coinvolse due sacerdoti della diocesi di Vittorio Veneto (caso Antoniutti). Luciani rimosse entrambi dal loro incarico e negò loro la richiesta di immunità ecclesiastica; ne seguì la condanna a un anno di reclusione nei confronti di uno dei due. Inoltre, senza che ve ne fosse obbligo di legge, con una decisione contrastata impose alla diocesi la restituzione dell'intera somma, anche a costo della messa in vendita di alcuni immobili.
Queste premesse hanno fatto sì che in diversi ritengano che Luciani sarebbe stato un papa severo ed intransigente, soprattutto per quanto riguarda l'integrità morale delle istituzioni ecclesiastiche, indubbiamente percorse all'epoca da intrecci con il potere finanziario e la mafia.

### Questioni politiche e dottrinarie
Politicamente Albino Luciani era stato un convinto sostenitore della DC in funzione anticomunista. In seguito levò la sua voce contro il capitalismo, ma ciò non gli risparmiò attacchi da sinistra, soprattutto dal movimento dei preti operai, che aveva ripreso vigore in seguito al Concilio e che egli disapprovava perché in contrasto con la gerarchia. Dello spirito conciliare era stato entusiasta, tuttavia davanti alle idee più radicali che ne scaturirono (come l'abolizione del celibato ecclesiastico) aveva invocato il rispetto della tradizione. In quel periodo vi fu pure chi inoltrò a Roma una petizione per impedirne la nomina a cardinale.
Negli anni sessanta mostrò aperture sulla contraccezione, o quanto meno si augurò che ne operasse la commissione appositamente istituita da Paolo VI sul tema. Essa lo fece, ma nell'enciclica Humanae Vitae il papa ne sconfessò d'autorità le conclusioni, lasciando la pratica contraccettiva ancora relegata nell'ambito del peccato. Fedele alla disciplina dell'obbedienza, Luciani tornò allora sui suoi passi con le parole «la legge di Dio non può essere decisa a maggioranza». Non esitò poi ad aprire un duro contrasto con un gruppo di sacerdoti veneti «disobbedienti» e soprattutto con gli studenti della FUCI - di cui sospese l'assistente spirituale - perché favorevoli al divorzio. Fu però criticato anche da ambienti conservatori, soprattutto per l'informalità dello stile e per le omelie pronunciate da patriarca, giudicate piuttosto «da parroco di montagna» (al riguardo spiegò al segretario Francesco Taffarel che si trattava di una scelta intenzionale).
Il suo stile semplice, benché generalmente apprezzato, gli fruttò poi diverse antipatie anche da papa, e così anche certe prese di posizione ritenute da alcuni ingenue se non francamente eretiche. Già il 29 agosto, l'espressione «povero cristo» con cui si definì davanti ai cardinali fu interpretata da molti quasi come una bestemmia, e al momento dell'intronazione (3 settembre) alcuni non videro di buon occhio l'abolizione del trono e quella (tentata, ma poi scartata per soli motivi pratici) della sedia gestatoria. Emersero allora le prime definizioni spregiative, come «il papa che non volle farsi re». Il malumore crebbe il 10 settembre, quando Giovanni Paolo I parlò apertamente di «Dio madre», nonché quando illustrò la virtù della fede citando a memoria l'omonima lirica di Trilussa: alcuni laici parlarono di «teologia spicciola», banalità, ingenuità ed inadeguatezza al ruolo, specialmente nel confronto con il predecessore.

## Sospetti sulla massoneria in Vaticano
Mentre i media mainstream riportavano o esprimevano tali riserve, il discusso settimanale Osservatore Politico le prendeva a spunto per mettere in guardia dalla sottovalutazione del carattere di Giovanni Paolo I, paragonando il pontefice a un Jack-in-the-box. Già in precedenza (n. 21-22 del 12 settembre 1978) OP era uscito con uno scoop dal titolo La gran loggia vaticana, denunciando centoventuno presunti massoni tra i quali numerose personalità della Chiesa, fino ai cardinali: ciò avrebbe implicato che nello stesso senato del papa, il Sacro collegio, si sarebbero annidate le logge massoniche. L'elenco includeva tra gli altri Sebastiano Baggio, Agostino Casaroli, Donato De Bonis, Pasquale Macchi, Paul Marcinkus, Salvatore Pappalardo, Ugo Poletti, Jean-Marie Villot. Parrebbe che papa Luciani nel leggerlo fosse rimasto sconvolto, e sorse il sospetto che l'articolo fosse inteso a influenzare le sue nomine. Un'altra ipotesi è che l'inchiesta sia nata ancor prima dell'elezione di Luciani e fosse nei fatti un attacco a Paolo VI. La lista fu ritenuta falsa dal Gran Maestro Lino Salvini, per inesistenza di qualsiasi indizio a suo sostegno negli archivi del Grande Oriente d'Italia.

## Rapporti con lo IOR

Paul Marcinkus

Fresco di nomina cardinalizia, Albino Luciani entrò in conflitto con lo IOR nella persona del suo presidente, l'arcivescovo Paul Marcinkus. Questi aveva deliberato di cedere al Banco Ambrosiano di Calvi, con la mediazione di Sindona, il 37% delle azioni della Banca Cattolica del Veneto, dedita al finanziamento del restauro di edifici religiosi e a prestiti per opere di carità; dalla decisione Marcinkus aveva escluso, senza neppure informarli, i vescovi della regione. A Luciani la faccenda parve poco chiara; così si recò a Roma per incontrare Marcinkus. È opinione comune che il colloquio sia stato molto teso, tanto che al termine Marcinkus avrebbe addirittura messo malamente alla porta il patriarca, inducendolo a ricorrere al papa in persona senza però ottenere alcun risultato.
Fautore di una Chiesa povera, Giovanni Paolo I assunse da papa una posizione molto netta in materia economica. Già al Sinodo dei vescovi del 1971 aveva proposto un'autotassazione delle diocesi più agiate in favore delle chiese dei paesi poveri, come forma di sostegno «dovuta», in compensazione delle «ingiustizie del consumismo». Durante il pontificato, citando Paolo VI ricordò: «La proprietà privata per nessuno è un diritto inalienabile e assoluto», volendo in tal modo esprimere attenzione per i popoli del Terzo mondo e per il problema della fame, che egli stesso aveva sofferto nell'infanzia. Il 6 settembre fu incalzato proprio su questo tema dalla rivista Il Mondo, in una lettera aperta dal titolo Vostra Santità, è giusto? La lettera questionava la presenza del Vaticano sui mercati, il possesso da parte della Chiesa di una banca che favoriva l'evasione fiscale attraverso il trasferimento di capitali dall'Italia all'estero, la sua accondiscendenza verso investimenti di grandi società prive di scrupoli per i diritti dei popoli dei paesi sottosviluppati.
Luciani del resto, in linea con la condotta tenuta al tempo dello scandalo Antoniutti, pretendeva trasparenza nelle attività finanziarie della Chiesa, e affermò chiaramente che un vescovo non poteva presiedere una banca. Incontrò di nuovo Marcinkus da papa in un'udienza sul cui contenuto si scatenarono molte voci. Se avesse davvero in animo di sostituirlo, come spesso si sostiene, è un nodo mai sciolto e di chiara importanza per le teorie alternative. Sul punto però non si possiede altro che la testimonianza in senso negativo di monsignor Macchi e quelle reciprocamente contraddittorie di Marcinkus stesso.

## Ipotesi alternative
Per il comunicato ufficiale del 29 settembre, Albino Luciani morì di morte naturale e precisamente d'infarto. Ancorché non si tratti di un'autentica «versione ufficiale», varie sono le ipotesi alternative a questa ricostruzione. Nessuna di esse è in grado di determinare la causa di morte e di fornire prove a sostegno. Altrettanto indimostrate sono le teorie che, assumendo l'esistenza di un complotto per uccidere il papa, azzardano l'indicazione dei responsabili e delle modalità del crimine.
Il punto di partenza delle teorie del complotto è l'individuazione di un movente, solitamente di natura economica; lo spunto è offerto perlopiù dai contrasti che Luciani ebbe con i vertici dello IOR e dalle sue convinzioni sull'attività finanziaria della Chiesa. Il papa fu sempre sostenitore di un'idea di banca etica e avrebbe voluto devolvere ai poveri un 1% delle entrate del clero. Da questi presupposti è desunta l'esistenza di controinteressi all'attuazione di alcuni ipotetici progetti di riforma. Si specula poi sul contenuto dell'udienza privata del 28 settembre con il cardinal Villot e sul suo supposto carattere di dissidio riguardo al rinnovamento di alcune cariche. Tra le personalità da rimuovere dalle loro funzioni figurerebbe in particolare l'arcivescovo Marcinkus.
Altre teorie, come quella di Cornwell, ritengono invece di poter confutare la tesi dell'omicidio, senza però accettare la versione del comunicato né sollevare la Chiesa da una forma di responsabilità per la morte del papa. In tutti i casi, le ipotesi alternative si fondano essenzialmente su testimonianze, piuttosto che su documenti o riscontri oggettivi.

### Yallop
Nel best seller In nome di Dio (1984), David Yallop afferma che Albino Luciani fu ucciso per avvelenamento ad azione cardiaca da digitalina. La sua tesi si basa su testimonianze indirette, la cui attendibilità afferma di aver scrupolosamente verificato. L'autore ammette di non possedere prove e indica la cosiddetta smoking gun («pistola fumante», prova decisiva del crimine) negli appunti che il papa stava leggendo poco prima di morire. Essi sono andati perduti e, nella sua ricostruzione, sarebbero stati dolosamente sottratti dalla stanza del pontefice, insieme con gli occhiali, un testamento, un paio di pantofole e una confezione di Effortil (un farmaco indicato nella cura dell'ipotensione). Yallop indica lo scopo di queste sottrazioni nell'occultamento di un delitto e il loro autore materiale nel cardinal Villot, accorso nella stanza di Giovanni Paolo I già alle 5.
Il saggista inglese ritiene che il delitto sia maturato in ambienti massonici deviati (loggia P2) e indica sei uomini che avrebbero avuto un movente per l'eliminazione del papa. Villot, segretario di Stato e presidente dell'APSA (l'autentica banca vaticana, in affari con Sindona), avrebbe temuto la propria rimozione dall'incarico e le svolte che Giovanni Paolo I avrebbe potuto imprimere alla Chiesa. Marcinkus, a sua volta legato a Sindona e Calvi, avrebbe espresso fin da subito preoccupazione per l'elezione di Luciani con la frase «questo papa ha idee diverse dal precedente e qui molte cose cambieranno»; secondo Yallop egli avrebbe agito, consapevolmente o no, da «catalizzatore» dell'operazione. Viene quindi citato John Patrick Cody, il cardinale statunitense al centro di un dossier per diversi scandali, tra cui una scorretta gestione finanziaria dell'arcidiocesi di Chicago, di cui si interessò poi un grand jury federale. I restanti tre uomini sono Sindona, Calvi e Gelli. Tutti avrebbero temuto la denuncia di reati finanziari e la fine di un enorme traffico di denaro; Sindona inoltre avrebbe avuto bisogno dell'appoggio testimoniale del Vaticano per evitare un'estradizione dagli Stati Uniti all'Italia.
Nel lasciare il «verdetto» al lettore, l'autore avverte che «almeno uno» di questi uomini avrebbe deciso la linea d'azione attuata nella notte tra il 28 e il 29 settembre; ritiene tuttavia che al centro del complotto per uccidere il papa si trovasse il potente Gelli.
Il libro di Yallop fornisce una ricostruzione compiuta - ma secondo alcuni contorta - del caso in totale assenza di prove, talvolta citando scorrettamente le fonti. La Chiesa lo attaccò violentemente come «infame spazzatura». Esso tuttavia divenne un best seller e forse accrebbe la propria fortuna anche per effetto di tale pubblicità.

### Cornwell
Un ladro nella notte (1989) di John Cornwell fu a sua volta un best seller, ma di segno contrario: fu infatti da ambienti ecclesiastici che il giornalista ricevette l'incarico di indagare sulla morte di Giovanni Paolo I, nel tentativo di arginare le continue polemiche sulla questione e confutare i sospetti di omicidio rinfocolati dal saggio di Yallop. Nonostante ciò, anche questo saggio si fondò essenzialmente su testimonianze, anche perché il Vaticano rifiutò a Cornwell l'accesso a tutti i documenti sulla vicenda.
Benché nascesse come una risposta a Yallop, il libro non giunse a conclusioni benevole verso la Chiesa. In Cornwell si formò infatti la convinzione che Luciani fu lasciato solo di fronte a un eccessivo carico di lavoro e di responsabilità che non aveva mai affrontato. Ciò avrebbe favorito il sopraggiungere di un evento fatale per cause naturali, identificate con l'embolia. Il papa, inoltre, già soggetto a problemi circolatori, poco prima di morire avrebbe in effetti manifestato i sintomi di un malore, ma essi sarebbero stati colpevolmente ignorati. In tal senso il Vaticano sarebbe «moralmente responsabile» della morte di Giovanni Paolo I. Cornwell scorge poi in questa responsabilità la spiegazione delle reticenze della Chiesa, intese come tentativi di occultamento di una grave negligenza.

## Affermazioni di fatti profetici

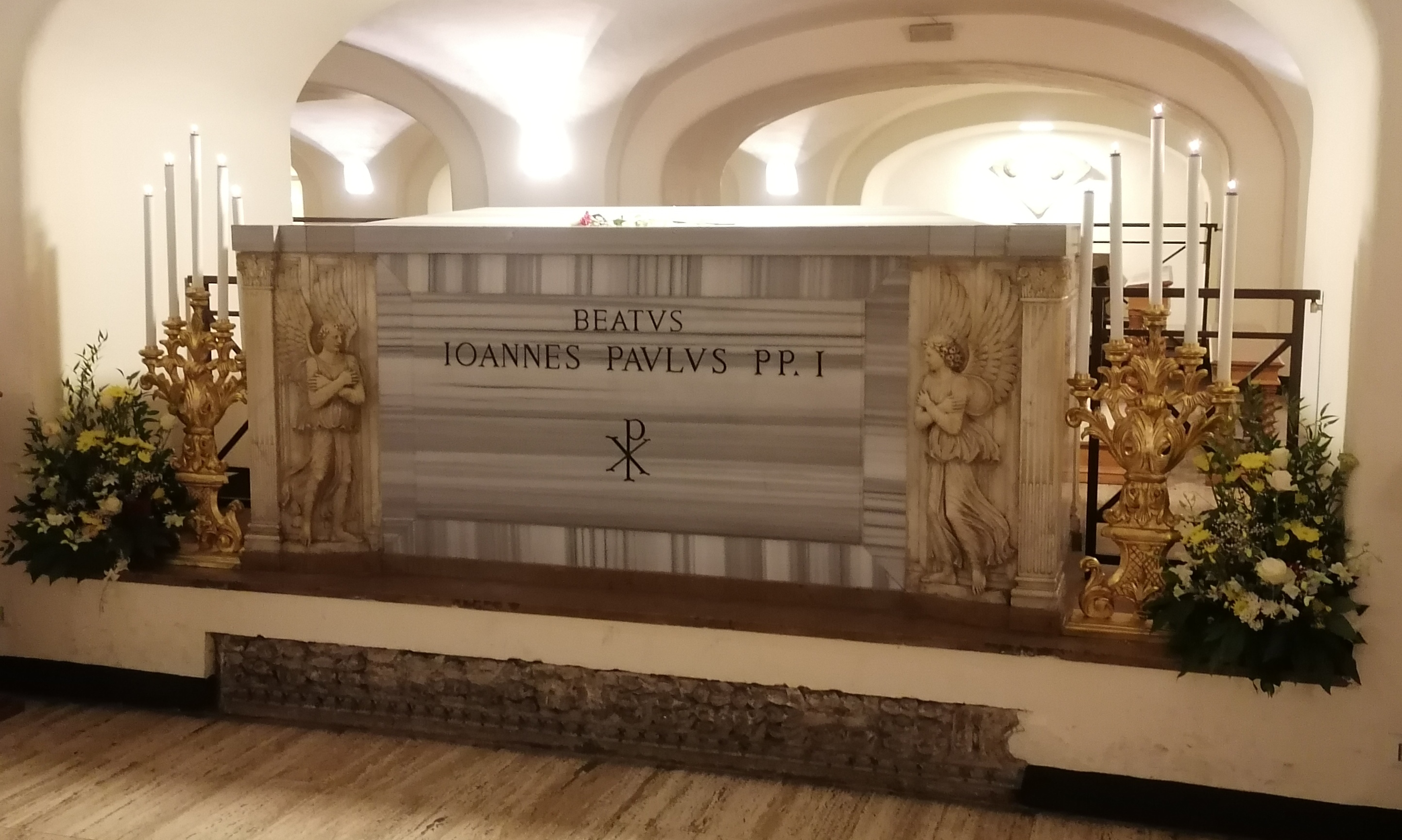
La tomba di papa Giovanni Paolo I sita nelle Grotte Vaticane dopo la beatificazione

Evento traumatico e unico nella storia più recente della Chiesa, la morte di Giovanni Paolo I causò l'emersione di voci a sfondo soprannaturale: sia che richiamassero antiche profezie (come nell'inevitabile riferimento a Malachia cercato per tutti i papi), sia che ricordassero episodi della vita dello stesso Luciani attribuendogli la ricezione di persona della premonizione e quindi la consapevolezza della propria morte imminente. In entrambi i casi è ipotizzabile l'attivazione del noto meccanismo della postmonizione.
Nella profezia di Malachia, al papa che dovrebbe corrispondere a Luciani è assegnato il motto De medietate lunae, che equivale a «del mezzo della luna», ma è spesso interpretato liberamente come De media aetate lunae («del tempo medio di una luna»): questa seconda interpretazione si adatterebbe alla durata del pontificato, paragonabile a quella di una fase lunare, ma in realtà con uno scarto di quattro giorni. Il medesimo scarto è più evidente se si accede all'interpretazione letterale («del mezzo della luna»), la quale fa leva sulla coincidenza - reale ma appunto imprecisa - che il pontificato incominciò e si concluse in un momento in cui la luna era all'ultimo quarto: le due fasi caddero infatti il 25 agosto e il 24 settembre, mentre alle 23 del 28 settembre si era già più prossimi alla luna nuova.
Un noto aneddoto ha per oggetto l'incontro con la veggente di Fátima Lúcia dos Santos (11 luglio 1977), che avrebbe predetto di persona al patriarca Luciani l'elezione al soglio pontificio e la morte improvvisa. Secondo monsignor Senigaglia l'incontro non si svolse testa a testa ma alla presenza della marchesa Olga Morosini de Cadaval, e fu organizzato da quest'ultima piuttosto che richiesto da Lucia; la nobildonna si sarebbe poi tenuta in disparte perché Luciani capiva bene il portoghese. Il turbamento susseguente all'incontro, notato da alcuni congiunti del futuro papa, è collegato da Senigaglia e altri alla preoccupazione per i problemi della Chiesa che, come testimonia Luciani stesso in una relazione del 23 luglio seguente, furono appassionatamente esposti dalla religiosa. Edoardo Luciani si diceva invece convinto che il fratello avesse davvero ricevuto una profezia, ma ignorava i contenuti del colloquio. Tra coloro che alludono a una presunta conoscenza da parte del papa del proprio destino, o addirittura della successiva ascesa di un cardinale polacco (Karol Wojtyła) al soglio di Pietro, figurano Jaime Sin, Vincenza Taffarel e John Magee.
Altri interpretano invece il testo del Terzo segreto di Fátima in riferimento alla morte di papa Luciani, piuttosto che all'attentato a Giovanni Paolo II. Il «segreto» del resto non si adatta letteralmente a nessuna delle due vicende e la Chiesa - e in particolare Joseph Ratzinger in qualità di prefetto della Congregazione per la dottrina della fede - non ne fornisce, rilevandone la «simbolicità», nient'altro che un «tentativo» di interpretazione. Sulle apparizioni di Fátima Albino Luciani conservò sempre una posizione prudente, secondo lo stesso atteggiamento che aveva tenuto da giovane interrogando le veggenti di Voltago (1937).